# 1999 en philosophie
Chronologie de la philosophie
- 1995
- 1996
- 1997
- 1998
- 1999
- 2000
- 2001
- 2002
- 2003

L’année 1999 a été marquée, en philosophie, par les événements suivants :

## Publications
- Johan Degenaar : Die spanning tussen Voortbestaan en Geregtigheid. Amsterdam: NZAV.
- Francisco Suárez :  La distinction de l'étant fini et de son être. Dispute Métaphysique XXXI, Paris, Vrin, 1999,  (ISBN 2711614042),  (ISBN 9782711614042), (De essentia entis finiti ut tale est, et illius esse, eorumque distinctione), texte intégral, présenté, traduit et annoté par Jean-Paul Coujou, partiellement en ligne